# Pedro (tribuno)
Pedro (em latim: Petrus) foi um oficial romano do Império Romano Tardio que manteve em data desconhecida o posto, possivelmente honorífico, de ex-tribuno da Tebaida. Sabe-se que morreu aos 52 anos, porém a data de sua morte é incerta.